# Pic du Balaïtous
Pic du Balaïtous (španělsky Balaitús, aragonsky Pico Os Moros, okcitánsky Vathleitosa, 3144 m n. m.) je žulový masiv v Pyrenejích, přímo na státní hranici mezi Francií a Španělskem. Španělská část leží na území Aragonie, francouzská v departementu Hautes-Pyrénées. Jedná se o první pyrenejský vrchol směrem od Atlantiku, který přesahuje hranici 3000 metrů. V těchto místech začínají Vysoké Pyreneje. Jako první vystoupili 3. srpna 1825 na vrchol dva francouzští geodeti Peytier a Hossard.